# 大霍多什
大霍多什，是匈牙利索博尔奇-索特马尔-贝拉格州所辖的一个村。总面积7.65平方公里，总人口109，人口密度14.2人/平方公里（2011年1月1日）。